# 피터 폴 뮐러
피터 폴 뮐러(Peter Paul Muller, 1965년 5월 30일 ~ )는 네덜란드 왕국의 배우, 텔레비전 배우, 영화배우이다.
로테르담에서 태어났다.

## 영화
- 액트 오브 디파이언스 (2017년)
- 달타냥의 검 (2015년)
- 랑데부 (2015년) - 피터 역
- 위플랄라  (2014년)
- 러브 이즈 올 (2007년)
- 14번째 아가씨 (1998년)